# ملکشان علیا
ملکشان علیا، روستایی از توابع بخش مرکزی شهرستان سنندج در استان کردستان ایران است.

## جمعیت
این روستا در دهستان آبیدر قرار دارد و براساس سرشماری مرکز آمار ایران در سال۱۳۹۷، جمعیت آن ۳۹۰ نفر (۱۰۵خانوار) بوده‌است.